# Caja Rural de Soria
Caja Rural de Soria es una Coooperativa de crédito perteneciente a la Asociación Española de Cajas Rurales, también llamada Grupo Caja Rural o, simplemente, Caja Rural, formado por un conjunto de veintinueve cooperativas de crédito y otras entidades participadas españolas.